# 9월 19일
9월 19일은 그레고리력으로 262번째(윤년일 경우 263번째) 날에 해당한다.

## 사건
- 1356년 - 백 년 전쟁: 푸아티에 전투에서 흑태자 에드워드가 프랑스군을 격파
- 1604년 - 에도 막부가 스미노쿠라 료우이들 무역상인에 도항 주인장을 하부.
- 1654년 - 경상도에서 속오군 급보법(給保法)을 최초로 시행함.
- 1777년 - 미국 독립전쟁: 새러토가 전투
- 1778년 - 대륙회의에서 첫 아메리카 합중국의 예산이 성립.
- 1859년 - 영국의 무역상 토머스 블레이크 글러버가 나가사키·오우라에 글러버 상사를 설립.
- 1862년 - 남북 전쟁: 이우카 전투
- 1870년 - 보불전쟁: 파리 포위전이 시작되다.
- 1881년 - 가필드 대통령 암살 사건: 7월 2일에 총격으로 중상을 입은 제임스 가필드 대통령이 사망, 부통령 체스터 A. 아서가 대통령에 승격.
- 1888년 - 벨기에 스파에서 세계 최초의 미인대회 열림
- 1899년 - 드레퓌스 사건: 종신형으로 복역중인 알프레드 드레퓌스가 특사에 의해 석방.
- 1893년 - 여성참정권: 뉴질랜드에서 세계 최초로 여성에게 참정권을 주다.
- 1898년 - 영국과 프랑스의 식민정책이 아프리카에서 충돌한 파쇼다 사건 발생
- 1919년 - 아프가니스탄, 영국으로부터 독립.
- 1921년 - 독일 베를린 교외에 서킷 겸 세계 최초의 자동차 전용도로 '아브스'가 완성.
- 1936년 - 한국 해외주재 일본인 순경 사살 사건
- 1939년 - 국가 총동원법에 근거해, 물가·집세·임금 등을 1939년 9월 19일의 수준으로 동결시키는 '가격등 통제령' '지대 집세 통제령' '임금 임시 조치령' '회사 직원 급여 임시 조치령' (9·18 스톱령)을 각의 결정.
- 1941년 - 내각 정보국의 지시에 의해, 영화 제작 회사 10사를 쇼치쿠·토호·다이에이의 3사에 통합.
- 1942년 - 큐슈 전기 궤도가 4사를 흡수 합병. 9월 22일에 서일본 철도로 개칭.
- 1944년 - 제2차 세계대전·계속 전쟁: 소련과 핀란드가 모스크바 휴전 협정에 조인해, 계속 전쟁이 종결.
- 1945년
  - 연합군 최고사령부 (GHQ)가 프레스 코드를 지령.
  - 영국에서, 윌리엄 조이스에 대역죄에 의한 사형 판결.
- 1946년 - 윈스턴 처칠 영국 수상이 취리히 대학에서의 연설로 유럽 평의회의 창설을 제창하다.
- 1948년 - 하이데라바드 왕국이 인도 정부에 강제 병합. 인도 최대이자 최후 번왕국의 소멸.
- 1949년 - 소비에트 연방, 조선민주주의인민공화국 주둔 자국군 철수계획 발표.
- 1952년 - 적색 공포: 미국 법무장관이, '라임라이트'의 프리미어를 위해서 런던을 향하고 있던 찰리 채플린의 미국에의 재입국을 금지해, 사실상의 국외 추방.
- 1955년
  - 아르헨티나 독재자 후안 페론 대통령, 군부 쿠데타로 실각.
  - 원수폭금지 일본 협의회 (원수협) 결성.
- 1957년 - 프람보브 작전: 아메리카 합중국이 네바다 핵실험장에서 세계 최초의 지하핵실험 (레이 니어 실험)을 실시한다.
- 1958년 - 알제리 전쟁: 민족해방전선 (FLN)이 카이로에서 알제리 공화국 임시 정부의 수립을 선언.
- 1961년 - 힐 부부 유괴 사건: 미국의 힐 부부가 UFO에 유괴되었다고 주장.
- 1970년 - 제1회 글래스톤베리 페스티벌 개최.
- 1971년 - 대한민국에서 MBC FM4U가 개국되었다.
- 1972년 - 코시엔 구장으로의 한신 - 거인 22 회전에서 알프스 스탠드 폭파 예고 전화가 있어, 20:38부터 12분 간 시합이 중단. 폭탄은 발견되지 않고 시합 재개.
- 1973년 - 스웨덴 국왕 칼 16세 구스타프의 대관식이 거행된다.
- 1978년
  - 솔로몬 제도, 유엔 가입.
  - 사이타마현 교다시의 이나리야마 고분에서 출토한 이나리야마 고분 철검의 115 문자의 명문의 해독에 성공.
- 1980년 - 대한민국과 프랑스, 어업협정 체결.
- 1981년 - 대한민국 문화재관리국, 신안 해저 유물 2천500여점 인양 발표.
- 1983년 - 세인트키츠 네비스가 영국으로부터 독립.
- 1984년 - 자유민주당 본부 방화 습격 사건: 핵심파계 테러리스트에 의해, 약 520평방 미터가 소실, 피해액은 약 10억엔.
- 1985년 - 멕시코 지진 발생. 멕시코 시티를 중심으로 1만 명 이상이 사망.
- 1988년 - 중남미에서 341명의 희생자를 낸 허리케인 길버트가 소멸.
- 1989년 - UTA 항공 772편 폭파 사건: 리비아의 테러리스트에 의해, 승무원 승객 170명 전원이 희생.
- 1991년
  - 주한미군사령부, 판문점 일대 경비 업무를 10월 1일부터 한국군에 이양키로 대한민국과 합의
  - 알프스산맥에서 석기 시대 사람인 욋치의 미라가 발견되다.
- 1993년 - 세인트키츠 네비스가 독립하다.
- 1995년 - 워싱턴 포스트와 뉴욕 타임즈가 〈유나바머 선언〉을 싣다.
- 1997년 - 대한민국 법무부, 양계혈통주의를 골자로 한 국적법 개정안 마련
- 2000년 - 대한민국과 러시아, 범죄정보 및 기술협력 위한 “한.러 경찰협력약정” 체결.
- 2002년 - 조선민주주의인민공화국, 신의주를 특별행정구역(경제특구)으로 지정.
- 2003년 - 허리케인 이자벨이 노스캐롤라이나주에 상륙.
- 2004년 - 후진타오가 중화인민공화국의 중앙군사위원회의 주석이 되다.
- 2005년 - 북한 핵문제: 6자 회담에서 북한이 모든 핵병기의 방폐에 합의.
- 2006년 - 타이에서 탁신 친나왓 총리에 반대하는 군부가 쿠데타를 일으킴. 태국은 1932년 이후 19차례 쿠데타를 경험.
- 2010년
  - 스웨덴 총선에서 프레드리크 레인펠트 총리가 이끄는 중도우파 연정이 49.3%의 득표율로 당선되었다.
  - 삼성라이온즈 양준혁 선수가 공식은퇴를 하면서 양준혁 선수의 등번호인 10번이 영구결번으로 지정되었다.
- 2012년
  - 안철수 서울대학교 교수가 대통령 선거에 출마하겠다고 공식 선언하였다.
  - 미국 주식시장에서, 애플 주식이 1주 701.91 달러가 되어, 시가총액은 역대 최고 금액인 약 6580억 달러 (약 732조 원)를 기록.
- 2013년 - 미국 시카고의 한 공원에서 총격사건이 발생해 12명이 부상하였다.
- 2019년 - 9·19 군사분야 남북합의서 체결

## 문화
- 1933년 - 일제강점기: 조선축구협회 창립(초대회장 박승빈).
- 1971년 - MBC FM 개국.
- 1982년 - 스콧 팰만이 처음으로 ":-)"와 ":-("의 이모티콘을 제안하다.
- 1998년 - 스카이 마크 에어라인즈 (현 스카이마크 항공)가 첫 취항.
- 2000년 - 시드니올림픽 여자양궁 개인전에서 윤미진, 김남순, 김수녕 금-은-동 수상
- 2003년 - 충청남도 논산시 두마면을 관할로 계룡시 설치
- 2012년 - 대구 도시철도 2호선의 경산시 연장 (사월역 ~ 영남대역) 구간이 개통되었다.
- 2014년 - 제17회 2014 인천 아시안 게임이 대한민국 인천광역시에서 개막하다.

## 탄생
- 86년 - 로마 제국의 황제 안토니누스 피우스. (~161년)
- 1551년 - 폴란드의 왕 앙리 3세. (~1589년)
- 1802년 - 헝가리 혁명의 지도자 코슈트 러요시. (~1894년)
- 1854년 - 일본의 정치인 다카하시 고레키요. (~1936년)
- 1872년 - 미국의 정치인 올레 H. 올슨. (~1954년)
- 1897년 - 일제강점기의 연극 배우 김우진. (~1926년)
- 1915년 - 대한민국의 정치인 정해영. (~2005년)
- 1922년 - 체코슬로바키아의 장거리 육상 선수 에밀 자토페크. (~2000년)
- 1926년 - 일본의 물리학자 고시바 마사토시. (~2020년)
- 1928년 - 미국의 배우, 성우 애덤 웨스트. (~2017년)
- 1930년
  - 독일의 법학자 에른스트볼프강 뵈켄푀르데. (~2019년)
  - 미국의 저널리즘, 시민 운동가 베티 레인. (~2012년)
- 1933년 - 영국의 배우 데이비드 매컬럼. (~2023년)
- 1936년 - 영국의 배우 애너 카렌. (~2022년)
- 1937년 - 대한민국의 정치인 유재건. (~2022년)
- 1941년 - 이탈리아의 정치인 로베르토 마로니. (~2022년)
- 1942년
  - 대한민국의 전 바둑 기사 윤기현.
  - 영국의 타악기 연주자 레이 쿠퍼.
- 1943년 - 대한민국의 정치인 정해남.
- 1947년 - 대한민국의 배우 박윤배. (~2020년)
- 1948년
  - 영국의 배우 제러미 아이언스.
  - 우크라이나의 축구 선수 미하일로 포멘코. (~2024년)
- 1949년 - 영국의 모델 겸 배우 트위기.
- 1952년 - 대한민국의 교육인 백광익. (~2024년)
- 1953년
  - 대한민국의 정치인, 경영학자 장하성.
  - 인도의 언어학자 프로발 다슈굽토.
- 1954년
  - 대한민국의 공무원 정순갑. (~2025년)
  - 대한민국의 전문직업인 권혁수.
- 1958년
  - 대한민국의 전 야구 선수, 야구 감독 이만수.
  - 대한민국의 정치인, 변호사 심재환.
- 1959년 - 미국의 애니메이션 제작자 마크 거스태프슨. (~2024년)
- 1960년 - 대한민국의 정치인 추경호.
- 1961년
  - 대한민국의 가수 강승모
  - 대한민국의 축구 선수 권재곤.
- 1963년
  - 영국의 축구 선수 데이비드 시먼.
  - 대한민국의 배우 이정훈.
- 1964년
  - 대한민국의 정치인 박수현.
  - 페루의 사격 선수 프란시스코 보사.
- 1967년
  - 일본의 애니메이션, 영화 감독 호소다 마모루.
  - 몰도바의 전 레슬링 선수 세르게이 무레이코.
- 1968년 - 대한민국의 기업인 정용진.
- 1969년
  - 일본의 성우, 내레이터 오다 유세이.
  - 대한민국의 음악가 박태희.
  - 대한민국의 건축가 유현준.
  - 대한민국의 성우 김민성.
- 1970년
  - 홍콩의 배우 종려시.
  - 일본의 성우 이마이 유카.
- 1971년
  - 대한민국의 가수 임성은.
  - 미국의 배우 겸 성우 사나 레이선.
- 1972년
  - 대한민국의 배우 이경심.
  - 대한민국의 가수 한상일.
- 1973년 - 오스트레일리아의 배우 니컬러스 비숍.
- 1974년
  - 미국의 희극인 겸 방송인 지미 팰런.
  - 대한민국의 배우 이승아.
- 1975년
  - 대한민국의 가수 인호진. (스윗 소로우)
  - 벨라루스의 레슬링 선수 뱌차슬라우 마카란카.
- 1976년 - 대한민국의 배우 김수정.
- 1977년
  - 대한민국의 바둑 기사 이성재.
  - 미국의 음악가 라이언 두식. (마룬 5)
  - 미국의 희극인 에리카 애시. (~2024년)
- 1978년 - 대한민국의 방송인 장영란.
- 1981년 - 대한민국의 전 야구 선수 김태완.
- 1982년 - 대한민국의 존 야구 선수 박성훈.
- 1983년
  - 대한민국의 작곡가 겸 프로듀서 피독.
  - 미국의 가수 이먼.
- 1984년
  - 미국의 전직 프로레슬링 선수 에바 마리.
  - 대한민국의 레이싱모델 한소정.
  - 대한민국의 전직 스타크래프트 프로게이머 박경락. (~2019년)
  - 대한민국의 당구 선수 한주희.
- 1985년
  - 대한민국의 배우 송중기.
  - 캐나다의 방송인 르네 영.
  - 대한민국의 배우, 모델 설정환.
  - 대한민국의 가수 공소원.
  - 조선민주주의인민공화국의 축구 선수 전송림.
- 1986년 - 대한민국의 가수 홍채린.
- 1987년
  - 미국의 배우 대니엘 패너베이커.
  - 대한민국의 가수, 모델 정재경.
- 1988년 - 대한민국의 작가 김하나.
- 1989년
  - 일본의 패션 모델 IMALU.
  - 대한민국의 배우 서하준.
- 1990년
  - 일본의 배우, 가수  후쿠다 사키.
  - 러시아의 축구 선수 마리우 페르난지스.
  - 잉글랜드의 축구 선수 키런 트리피어.
  - 대한민국의 이종격투기 선수 김대현.
- 1991년
  - 일본의 모델 시마 마키.
  - 세르비아의 축구 선수 아뎀 랴이치.
  - 미국의 레슬링 선수 헬렌 마룰리스.
- 1992년 - 멕시코의 축구 선수 디에고 안토니오 레예스.
- 1993년
  - 일본의 가수 와타나베 미유키.
  - 중화인민공화국의 쇼트트랙 선수 판커신.
  - 스페인의 축구 선수 안드레아 페레이라 세후도.
  - 코트디부아의 태권도 선수 셰이크 살라 시세.
- 1994년 - 대한민국의 양궁 선수 전성은.
- 1995년
  - 대한민국의 배우 서이연.
  - 일본의 애니메이터 히라야마 칸나.
- 1996년
  - 대한민국의 가수 김환.
  - 대한민국의 국악인 조수황.
  - 일본의 아이돌 코다마 하루카. (HKT48)
- 1997년 - 대한민국의 연극배우 이채빈.
- 1998년 - 오스트리아의 축구 선수 케빈 단소.
- 1999년 - 대한민국의 배우 김서연.
- 2000년
  - 노르웨이의 육상 선수 야코브 잉에브릭트센.
  - 대한민국의 배우 이예인.
- 2001년
  - 대한민국의 가수 강민지.
  - 우크라이나의 육상 선수 야로슬라바 마후치흐.
  - 이탈리아의 펜싱 선수 필리포 마키.
- 2002년
  - 대한민국의 농구 선수 강주은.
  - 미국의 래퍼, 가수 체이스 드윗.
- 2005년 - 대한민국의 배우, 유튜버 이채윤.

### 미상
- 대한민국의 배우 김정진.

## 사망
- 96년 - 로마 제국의 황제 도미티아누스. (51년~)
- 1797년 - 프랑스의 장군 루이 라자르 오슈. (1768년~)
- 1846년 - 조선의 천주교 순교자 현석문. (1797년~)
- 1881년 - 미국의 제20대 대통령 제임스 A. 가필드. (1831년~)
- 1935년 - 러시아의 과학자 콘스탄틴 치올콥스키. (1857년~)
- 1970년 - 미국의 야구인 데이브 댄포스. (1890년~)
- 1976년 - 조선민주주의인민공화국의 군인 최용건. (1900년~)
- 1977년 - 미국의 야구인 패디 리빙스턴. (1880년~)
- 2013년 - 일본의 닌텐도 주식회사 前 사장 야마우치 히로시. (1927년~)
- 2015년 - 미국의 작가 재키 콜린스. (1937년~)
- 2017년 - 대한민국의 가수 윤희상. (1955년~)
- 2019년
  - 튀니지의 제5~9대 대통령 제인 엘아비디네 벤 알리. (1936년~)
  - 미국의 기업인 배런 힐튼. (1927년~)
- 2020년 - 미국의 포커 선수 다빈 문. (1963년~)
- 2021년 - 잉글랜드의 축구 선수 지미 그리브스. (1940년~)
- 2022년 - 러시아의 우주인 발레리 폴랴코프. (1942년~)
- 2023년
  - 대한민국의 정치인 서봉균. (1926년~)
  - 이탈리아의 철학자 잔니 바티모. (1936년~)
- 2024년 - 대한민국의 정치인 박동선. (1935년~)

## 기념일
- 추석 - 2013년, 2032년, 2051년, 2070년, 2089년
- 국제 해적처럼 말하기 날

## 같이 보자
- 전날: 9월 18일 다음날: 9월 20일 - 전달: 8월 19일 다음달: 10월 19일
- 음력: 9월 19일
- 모두 보기